# Chukha
Chukha (dzongkha: ཆུ་ཁ་རྫོང་ཁག་; Wylie: Chu-kha rdzong-khag; tidigare Chhukha) är ett av Bhutans tjugo distrikt (dzongkha). Huvudstaden är Tsimasham.
Distriktet har cirka 74 387 invånare på en yta av 1 791 km².

## Administrativ indelning
Distriktet är indelat i elva gewog:
- Bhulajhora Gewog
- Bjacho Gewog
- Bongo Gewog
- Chapcha Gewog
- Dala Gewog
- Dungna Gewog
- Geling Gewog
- Getena Gewog
- Logchina Gewog
- Metakha Gewog
- Phuentsholing Gewog